# Amblychaeturichthys hexanema
Amblychaeturichthys hexanema är en fiskart som först beskrevs av Bleeker, 1853.  Amblychaeturichthys hexanema ingår i släktet Amblychaeturichthys och familjen smörbultsfiskar. Inga underarter finns listade i Catalogue of Life.